# Sokół Sieniawa

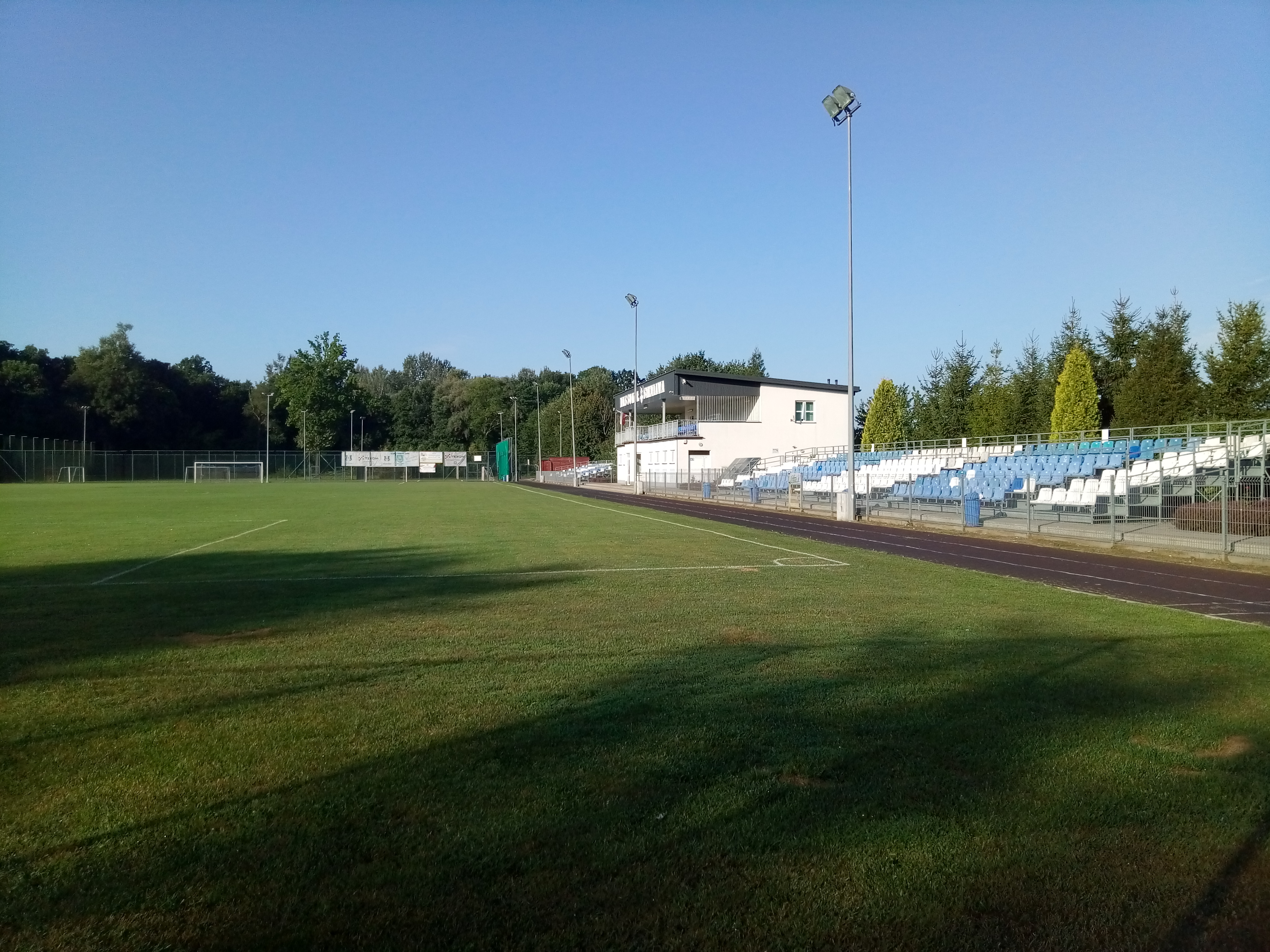
Stadion MKS Sokół Sieniawa

Sokół Sieniawa – polski klub sportowy z siedzibą w Sieniawie, którego piłkarska sekcja od sezonu 2024/2025 występuje w IV lidze, gr. podkarpackiej. Założony w 1960 roku.

## Historia

### Sekcja piłki nożnej mężczyzn
W 1960 roku utworzono Ludowy Zespół Sportowy, a pierwszym prezesem został Mieczysław Sokalski. W 1962 roku trenerem został nauczyciel Dariusz Michalski. W 1964 roku zbudowano obecny stadion. Pierwsze rozgrywki rozpoczęto od klasy „W”, a następnie klasy „C”, Klasy „B”, a w 1964 roku klasy „A” wojewódzkiej. W sezonie 1982/1983 LZS Igloopol Sieniawa spadł do klasy „B”. W 1990 roku prezesem został Adam Woś.
Na przełomie lat 80. i 90. drużyna powróciła do klasy „A”. W 1990 roku zmieniono nazwę klubu z LZS Igloopol Sieniawa, na LZS Sokół Sieniawa, w nawiązaniu do przedwojennych tradycji Sieniawskiego „Sokoła”. W sezonie 1991/1992 „Sokół” awansował do klasy „Wojewódzkiej”. W sezonie 1995/1996 drużyna występowała w V lidze, ale spadła do klasy „A”. W sezonie 1998/1999 drużyna występowała w VI lidze. W latach 90. „Sokół” występował w wojewódzkiej „A” klasie i pod koniec lat 90. w klasie okręgowej. W sezonie 2003/2004 drużyna awansowała do V ligi okręgowej. W 2012 roku drużyna awansowała do IV ligi podkarpackiej. 
W 2013 roku drużyna awansowała do III ligi lubelsko-podkarpackiej. W 2016 roku drużyna spadła do IV ligi podkarpackiej. W 2018 roku drużyna awansowała do III ligi grupy IV. W 2023 została finalistą podkarpackiego Pucharu Polski, w spotkaniu decydującym o awansie do Pucharu Polski szczebla centralnego 7 czerwca przegrała 0:1 ze Stalą Stalowa Wola.

### Sekcja piłki ręcznej kobiet
W latach 60. istniała sekcja piłki ręcznej dziewcząt jako Szkolny Klub Sportowy przy Liceum Ogólnokształcącym w Sieniawie. Piłkarki ręczne występowały w II Lidze Południowej jako Ludowy Zespół Sportowy w Sieniawie. W lipcu 1971 roku drużyna wystąpiła w finałach Mistrzostw Polski Juniorek w Lublinie, dochodząc do półfinału. Drużyna piłki ręcznej występowała w rozgrywkach ligowych do 1974 roku. 

## Rozgrywki ligowe

### Sekcja piłki nożnej mężczyzn
| Sezon     | Pozycja | Liga                                  | Pkt | Mecze | Mecze | Mecze | Bramki | Bramki |
| Sezon     | Pozycja | Liga                                  | Pkt | zwy.  | rem.  | por.  | zdob.  | stra.  |
| --------- | ------- | ------------------------------------- | --- | ----- | ----- | ----- | ------ | ------ |
| 2001/2002 | 6       | Klasa A – grupa przeworska            |     |       |       |       |        |        |
| 2002/2003 | 3       | Klasa A – grupa przeworska            | 49  | 15    | 4     | 7     | 58     | 45     |
| 2003/2004 | 1       | Klasa A – grupa przeworska            | 64  | 21    | 1     | 4     | 100    | 30     |
| 2004/2005 | 6       | Klasa Okręgowa – grupa jarosławska    | 47  | 14    | 5     | 11    | 58     | 56     |
| 2005/2006 | 11      | Klasa Okręgowa – grupa jarosławska    | 11  | 12    | 4     | 14    | 36     | 46     |
| 2006/2007 | 10      | Klasa Okręgowa – grupa jarosławska    | 39  | 11    | 6     | 13    | 37     | 43     |
| 2007/2008 | 4       | Klasa Okręgowa – grupa jarosławska    | 53  | 16    | 5     | 9     | 60     | 37     |
| 2008/2009 | 3       | Klasa Okręgowa – grupa jarosławska    | 53  | 15    | 8     | 7     | 51     | 32     |
| 2009/2010 | 2       | Klasa Okręgowa – grupa jarosławska    | 63  | 20    | 3     | 7     | 64     | 24     |
| 2010/2011 | 3       | Klasa Okręgowa – grupa jarosławska    | 57  | 17    | 6     | 7     | 69     | 26     |
| 2011/2012 | 1       | Klasa Okręgowa – grupa jarosławska    | 80  | 25    | 5     | 0     | 115    | 17     |
| 2012/2013 | 2       | IV liga – grupa podkarpacka           | 56  | 17    | 5     | 6     | 62     | 25     |
| 2013/2014 | 7       | III liga – grupa lubelsko-podkarpacka | 51  | 14    | 9     | 9     | 53     | 34     |
| 2014/2015 | 6       | III liga – grupa lubelsko-podkarpacka | 50  | 14    | 8     | 12    | 48     | 40     |
| 2015/2016 | 12      | III liga – grupa lubelsko-podkarpacka | 44  | 12    | 8     | 14    | 54     | 57     |
| 2016/2017 | 3       | IV liga – grupa podkarpacka           | 67  | 21    | 4     | 9     | 63     | 36     |
| 2017/2018 | 1       | IV liga – grupa podkarpacka           | 74  | 22    | 8     | 2     | 72     | 24     |
| 2018/2019 | 7       | III liga – grupa IV                   | 48  | 13    | 9     | 12    | 49     | 43     |
| 2019/2020 | 12      | III liga – grupa IV                   | 25  | 6     | 7     | 6     | 17     | 18     |
| 2020/2021 | 3       | III liga – grupa IV                   | 73  | 21    | 10    | 9     | 62     | 37     |
| 2021/2022 | 13      | III liga – grupa IV                   | 41  | 11    | 8     | 15    | 38     | 62     |
| 2022/2023 | 8       | III liga – grupa IV                   | 48  | 14    | 6     | 14    | 57     | 65     |
| 2023/2024 | 18      | III liga – grupa IV                   | 23  | 7     | 2     | 25    | 38     | 95     |
| 2024/2025 | 14      | IV liga – grupa podkarpacka           | 39  | 12    | 3     | 19    | 40     | 60     |